# Kantarō Suzuki
Kantarō Suzuki (Japans: 鈴木 貫太郎) (Kuze (Izumi), 18 januari 1868 - Chiyō, 17 april 1948) was een admiraal in de Japanse Keizerlijke Marine en de laatste premier van Japan tijdens de Tweede Wereldoorlog, gedurende april tot augustus 1945.

## Levensloop

### Vroeger leven
Suzuki werd geboren in Kuze, prefectuur Izumi. In 1884 begon hij bij de Keizerlijke Japanse marine de opleiding als rekruut, waar hij afstudeerde in 1888.

### Militair
Eenmaal afgestudeerd vocht Suzuki als militair in de Eerste Sino-Japanse (1894–95) en Russisch-Japanse (1894–95) oorlogen, waarin hij bekend kwam te staan als torpedo- expert en meerdere schepen onder zijn bevel had. Na deze oorlogen was hij onder meer vice-minister van de marine tijdens de Eerste Wereldoorlog en van 1925 tot 1929 opperbevelhebber van de gehele Japanse vloot, nadat hij in 1923 al gepromoveerd was tot admiraal. In 1929 ging hij als militair met pensioen, waarna hij tot 1936 nog enkele functies bekleedde aan het keizerlijke hof van Japan. Hij stopte met deze functies, nadat hij ternauwernood een moordaanslag overleefde. De kogel die op hem werd afgeschoten bleef in zijn lichaam gedurende de rest van zijn leven.

### Premierschap
In 1945 werd hij, op 77-jarige leeftijd, teruggeroepen om premier te worden, nadat de vorige premier Kuniaki Koiso ontslag had genomen op 5 april 1945. Dit was na de verloren slag om Okinawa. De troepen van de Verenigde Staten rukten steeds sneller op en een Japanse overwinning was al lang uit het zicht. Suzuki was zowel voor als tijdens de Tweede Wereldoorlog al tegen een Japanse strijd tegen de Verenigde Staten geweest, maar of hij gelijk een einde wilde maken aan de oorlog tijdens zijn premierschap is nog steeds een vraag waar historici het niet over eens zijn.
Wat wel vaststaat is dat Suzuki grote invloed op de uiteindelijke vredesonderhandelingen tussen Japan en de geallieerde mogendheden heeft gehad. Nadat de militaire situatie steeds penibeler werd voor Japan en na de atoombommen op Hiroshima en Nagasaki, stelde Suzuki de voorwaarden op voor keizer Hirorito om Japan onvoorwaardelijk over te geven. De militaire leiding in Suzuki’s kabinet was het hier niet mee eens, zij wilde de oorlog zo lang mogelijk rekken om zo een gunstiger vredesverklaring bij de Verenigde Staten af te dwingen. Hier ging Suzuki niet mee akkoord, waarbij zijn kabinet op 14 augustus de voorwaarden van de geallieerden om zich onvoorwaardelijk op te geven accepteerde.
Een deel van deze legerleiding probeerde Suzuki op 15 augustus te vermoorden, bekend als het Kyūjō Incident, om te voorkomen dat de keizer Hirohito Japan officieel overgaf aan de geallieerden. Deze coup mislukte, waarna de keizer op dezelfde dag, tijdens een speech op de radio, meedeelde dat de Japanse militairen zich zouden overgeven aan de geallieerden. Waarna Suzuki zijn functie als premier twee dagen later, op 17 augustus 1945, opgaf. Kantaro Suzuki overleed drie jaar later op 80-jarige leeftijd.
- CiNii: DA01926714
- International Standard Name Identifier: 0000 0000 8043 9785
- Library of Congress Control Number: n83072399
- Bibliotheek van het Japanse parlement: 00075423
- Nationale Bibliotheek van Israël: 987012438465905171
- Nationale Bibliotheek van Polen: a0000001897296
- Système universitaire de documentation: 204436907
- Virtual International Authority File: 121894135
- WorldCat: E39PBJmhQhmXHVDTDyk3gybw4q

Ito Hirobumi · Kuroda Kiyotaka · Sanetomi Sanjo · Yamagata Aritomo · Matsukata Masayoshi · Ito Hirobumi · Kuroda Kiyotaka · Matsukata Masayoshi · Ito Hirobumi · Okuma Shigenobu · Yamagata Aritomo · Ito Hirobumi · Saionji Kinmochi · Katsura Tarō · Saionji Kinmochi · Katsura Tarō · Saionji Kinmochi · Katsura Tarō · Yamamoto Gonnohyōe · Ōkuma Shigenobu · Terauchi Masatake · Hara Takashi · Uchida Kosai · Takahashi Korekiyo · Katō Tomosaburō · Uchida Kosai · Yamamoto Gonnohyōe · Kiyoura Keigo · Katō Takaaki · Wakatsuki Reijirō · Tanaka Giichi · Osachi Hamaguchi · Kijūrō Shidehara · Osachi Hamaguchi · Wakatsuki Reijirō · Inukai Tsuyoshi · Takahashi Korekiyo · Saitō Makoto · Keisuke Okada · Fumio Gotō · Keisuke Okada · Kōki Hirota · Senjūrō Hayashi · Fumimaro Konoe ·
Hiranuma Kiichirō · Nobuyuki Abe · Mitsumasa Yonai · Fumimaro Konoe · Hideki Tojo · Kuniaki Koiso · Kantarō Suzuki · Prins Higashikuni Naruhiko · Kijūrō Shidehara · Shigeru Yoshida · Tetsu Katayama · Hitoshi Ashida · Shigeru Yoshida · Ichirō Hatoyama · Tanzan Ishibashi · Nobusuke Kishi · Tanzan Ishibashi · Nobusuke Kishi · Hayato Ikeda · Eisaku Satō · Kakuei Tanaka · Takeo Miki · Takeo Fukuda · Masayoshi Ōhira · Masayoshi Ito · Zenko Suzuki · Yasuhiro Nakasone · Noboru Takeshita · Sōsuke Uno · Toshiki Kaifu · Kiichi Miyazawa · Morihiro Hosokawa · Tsutomu Hata · Tomiichi Murayama · Ryutaro Hashimoto · Keizo Obuchi · Mikio Aoki · Keizo Obuchi · Yoshiro Mori · Junichiro Koizumi · Shinzo Abe · Yasuo Fukuda · Taro Aso · Yukio Hatoyama · Naoto Kan · Yoshihiko Noda · Shinzo Abe · Yoshihide Suga · Fumio Kishida ·  Shigeru Ishiba